# Alleman (filme)
Alleman é um filme de drama neerlandês de 1963 dirigido e escrito por Bert Haanstra. Foi selecionado como representante dos Países Baixos à edição do Oscar 1964, organizada pela Academia de Artes e Ciências Cinematográficas.

## Elenco
- Simon Carmiggelt - Narrador